# Johann Baptist Reus
Johann Baptist Reus (Pottenstein, 1868. július 10. – São Leopoldo, 1947. július 21.) brazil-német katolikus pap. 1893-ban lett a Jézus Társasága papja, hamarosan Brazíliába küldték.

## Élete
Egy 11 gyermekes család nyolcadik gyermekeként született a bajorországi Pottenstein városában, 1868. július 10-én, szülei Johann Reus hentes és Ana Margarida Reus voltak, akiktől kitűnő vallásos nevelést kapott.
1890-ben csatlakozott a bambergi szemináriumhoz, 1893. június 10-én szentelték pappá. 1894. október 16-án a hollandiai Blyenbeck városában kezdte meg noviciátusát. 1896-tól 1899-ig filozófiát és teológiát tanult Valkenburgban. 1900 szeptember 15-én érkezett Brazíliába, ahol  először Porto Alegrében élt, majd a Sao Leopoldóban található Cristo Rei Kollégiumban oktatott teológiát, francia nyelvet és földrajzot. 1912-től voltak misztikus látomásai (víziók, stigmák). Több természettudományi és teológiai témájú könyvet írt portugál, spanyol, német, olasz és angol nyelven, leghíresebbek a Diario Spiritual (Spirituális Napló) és az Autobiografia (Önéletrajz) voltak, amelyben a látomásairól írt. Hosszan tartó, súlyos betegség után 1947-ben hunyt el, sírja Sao Leopoldóban található. Sírhelyét sok zarándok felkeresi, szentté avatási eljárása 1958-ban kezdődött meg.